# Wenhaston
Wenhaston es una localidad situada en el condado de Suffolk, en Inglaterra (Reino Unido), con una población estimada a mediados de 2016 de 524 habitantes.
Se encuentra ubicada al este de la región Este de Inglaterra, al noreste de Londres y cerca de la ciudad de Ipswich —la capital del condado— y de la costa del mar del Norte.